# Geonoma mooreana
Geonoma mooreana är en enhjärtbladig växtart som beskrevs av De Nevers och Michael Howard Grayum. Geonoma mooreana ingår i släktet Geonoma och familjen Arecaceae.
Artens utbredningsområde är Panamá. Inga underarter finns listade i Catalogue of Life.